# Cousances-lès-Triconville
Cousances-lès-Triconville é uma comuna francesa na região administrativa de Grande Leste, no departamento de Meuse. Estende-se por uma área de 18,27 km². Em 2010 a comuna tinha 144 habitantes (densidade: 7,9 hab./km²).